# Миток (Молдова)
Миток (рум. Mitoc) — село в Оргеевском районе Молдавии. Относится к сёлам, не образующим коммуну.

## География
Село расположено на высоте 34 метра над уровнем моря.

## Население
По данным переписи населения 2004 года, в селе Миток проживает 2795 человек (1367 мужчин, 1428 женщин).
Этнический состав села:
| Национальность | Число жителей | Процентный состав |
| -------------- | ------------- | ----------------- |
| молдаване      | 2005          | 71,74             |
| румыны         | 754           | 26,98             |
| украинцы       | 17            | 0,61              |
| русские        | 16            | 0,57              |
| болгары        | 2             | 0,07              |
| прочие         | 1             | 0,04              |
| Всего          | 2795          | 100 %             |

## Достопримечательности
- В селе находится храм Покрова Богородицы, строительство которого началось в 1897 году.
- На сельском кладбище установлен памятник неизвестному солдату.